# Primera Batalla de Umbría (72 a. C.)
La batalla de Umbría fue un enfrentamiento militar librado durante la tercera guerra servil en el año 72 a. C., entre las fuerzas de la República romana al mando del cónsul Cneo Cornelio Léntulo Clodiano y los esclavos rebeldes de Espartaco, con victoria de los segundos.

## Antecedentes
Después de la derrota de Crixo por el cónsul Lucio Gelio Publícola, Espartaco continuó su marcha por los Apeninos hacia los Alpes. Durante su avance, los rebeldes saquearon pueblos y ciudades, cometiendo numerosas violaciones. Espartaco intento detener tal violencia pero fue incapaz de controlar a sus hombres.

## Combate
Tito Livio, Floro y Orosio afirman que horda de esclavos rebeldes enfrentó al cónsul Léntulo en los Apeninos, quien fue puesto en fuga. Plutarco dice que el comandante romano intento rodear a una fuerza muy superior en número, y cuando los esclavos se abalanzaron sobre ellos fueron forzados a huir, perdiendo su bagaje. Un fragmento de Salustio da a entender que Léntulo ocupó un lugar elevado pero sus enemigos tomaron la posición, sufriendo muchas bajas y dejando su bagaje.
Apiano dice que Espartaco continuó su marcha hacia el norte, pero uno de los cónsules se le adelantó y trato de detenerlo mientras su colega le atacaba por la retaguardia. El jefe rebelde los enfrentó a y les hizo retirarse en desorden. Orosio corrobora con este último, pues indica que tras su derrota, Léntulo se unió a Gelio y ambos dieron batalla a los esclavos, siendo vencidos y forzados a huir. En cambio, Tito Livio dice que Gelio (con el pretor Quinto Arrio) dio una segunda batalla solo (después de la derrota de su colega) y también fue vencido. Historiador moderno cree que Espartaco permitió a los romanos atacarlo, retrocediendo para luego flanquearlos y rodearlos, en una maniobra similar a la de Aníbal Barca en Cannas.
Lo cierto es que después de su victoria, Espartaco sacrificó a 300 prisioneros romanos en venganza por Crixo. Los hizo luchar como gladiadores en combates a muerte frente a piras encendidas en honor a sus compañeros caídos.

## Consecuencias
Según Apiano, los esclavos decidieron marchar sobre Roma y aceleraron su marcha, ejecutando prisioneros y matando a los animales de carga; muchos desertores romanos se ofrecieron a unírseles, pero fueron rechazados. También que después de la primera derrota en conjunto, los cónsules volvieron a unir sus fuerzas y le dieron batalla en el Piceno, donde fueron nuevamente vencidos. En cambio, Floro dice que el caudillo consideró marchar sobre la ciudad y esta amenaza llevó al Senado a darle el mando de su ejército a Publio Licinio Craso, pues lo veían como el mayor peligro desde Aníbal Barca.

### Antigua
Al citarse obras antiguas, los libros aparecen con números romanos y capítulos y/o párrafos con números indios. 
- Apiano. Las guerras civiles, libro I, parte de la Historia romana. Versión digitalizada en Perseus, basado en traducción latín-inglés por Horace White, volumen 3 de Harvard University Press, Londres: MacMillan, 1899. Véase también versión de UChicago del mismo traductor, edición 1913.
- Floro. Epítome de Tito Livio. Libro II. Versión digitalizada de UChicago, basada en traducción latín-inglés por E. S. Forster, edición Loeb Classical Library, 1929.
- Paulo Orosio. Historia contra los paganos. Versión en latín de Attalus, basada en edición de Karl Friedrich Wilhelm Zangemeister, 1889, Viena, corregida por Max Bänziger. Véase Libro 5 Archivado el 29 de mayo de 2020 en Wayback Machine.. Véase también traducción latín-inglés, introducción y notas por A. T. Fear, 2010, Liverpool University Press. ISBN 9781846312397.
- Plutarco. Vida de Craso, parte de Vidas paralelas. Versión digitalizada en UChicago, basada en traducción griego-inglés por Bernadotte Perrin, tomo III de Loeb Classical Library, 1916.
- Salustio. Historias. Libro III (fragmentos). Versión digitalizada en Attalus, basado en traducción latín-inglés por Patrick McGushin, Oxford, 1992 y 1994.
- Tito Livio. Periocas. Versión digitalizada en 2003 por Livius. Basada en The Latin Library corregida con la edición de Paul Jal, Budé-edition, 1984. Traducción latín-inglés por Jona Lendering & Andrew Smith. Es un índice y resumen de una edición del siglo IV de su obra Ab Urbe condita (hoy mayormente perdida).
- Veleyo Patérculo. Compendio de la Historia romana. Digitalizado en inglés por Bill Mayer en UChicago. Véase Libro II. Basado en la obra de 1924, por la Loeb Classical Library, traducción latín-inglés y edición por Frederick W. Shipley.

### Moderna
- Strauss, Barry S. (2009). The Spartacus War. Simon and Schuster. ISBN 978-1-41653-205-7.

- Datos: Q16621940